# Ermupoli
Ermupoli (gr. Ερμούπολη) – miasto w Grecji, na wyspie Siros, w regionie Wyspy Egejskie Południowe, w jednostce regionalnej Siros. Siedziba gminy Siros-Ermupoli. W 2011 roku liczyło 11 407 mieszkańców.

## Zabytki
- największy w Grecji ratusz z monumentalnymi schodami o szerokości 15,5 m
- teatr Apollon (kopia mediolańskiej La Scali)
- katedra Przemienienia Pańskiego z marmurowym ikonostasem
- Cerkiew Zaśnięcia Matki Bożej, gdzie znajduje się ikona autorstwa El Greco
- dzielnica Vaporia zwana balkonem Ermupoli
- Górne miasto – Ano Siros